# Víctor Casadesús Castaño
Víctor Casadesús Castaño (s'Arenal, 28 de febrer de 1985) és un exfutbolista professional mallorquí que jugava com a davanter.

## Carrera esportiva
Va començar jugant al Mallorca B el 8 de desembre de 2002 i el 10 de novembre de 2004 va debutar en partit de Copa del Rei amb el primer equip i al 17 d'abril de 2005 ja feu el salt al primer equip mallorquinista de forma definitiva.
A mitjan temporada 2007-2008, se'n va anar cedit al Reial Societat de la Segona Divisió, ja que no contava massa per Gregorio Manzano. Allà va arribar a jugar 19 partits i marcant 9 gols. Va transcendir que cobrava 10.000 € per gol i 5.000 € per assistència.
En finalitzar la temporada tornà al Mallorca, i poc abans del començament de la temporada 2008-2009 el cediren altra vegada, però aquest cop al Nàstic, també a Segona, havent refusat oferta del mateix Reial Societat per tornar-lo a tenir a les seves files. Allà jugà pràcticament tots els partits de lliga de la temporada i un de Copa amb una mitjana de 74 minuts per partit.
La temporada següent, 2009-2010, retornà al Mallorca, el mateix Víctor es va trobar substituint un Aritz Aduriz en forma, i va jugar més habitualment en la en la competició de copa; el 14 de gener del 2010, ell va ajudar l'equip a avançar al Rayo Vallecano amb dos gols (finalment victòria a casa de 3 a 1, 4 a 3 en afegit), però va haver d'estar retirat un temps per un trencament clavícula; en la lliga, el club finalment va acabar quint (quart fins als últims minuts de l'última jornada) i es va qualificar per la Lliga Europa de la UEFA, amb el jugador contribuint amb quatre gols.
Va quedar al Mallorca fins al 31 de gener de 2014, darrer dia de fitxatges d'hivern de la temporada 2013-2014. Durant aquesta etapa de 4 temporades i mitja, disputà 146 partits (amb una mitjana de 67 minuts per partit), dels quals 114 com a titular i 56 dels mateixos jugant els 90 minuts de joc. Marcà 32 gols.
Llavors, fitxà pel Llevant UE per la meitat de temporada que quedava i tres més. Disputà 98 partits, dels quals 57 com a titular, marcant un total de 14 gols. Confessà que acceptà la cridada del Llevant pel fet de ser entrenat per Joaquin Caparrós a qui tingué les dues temporades anteriors al Mallorca.
A la temporada 2017-18 fitxà pel Club Deportivo Tenerife, amb Pep Lluís Martí d'entrenador, amb qui coincidí tant al Mallorca com al Real Societat com a jugador. Jugà 32 partits, dels quals 24 de titular i marcà 10 gols en tota la temporada a la segona divisió.
A la temporada 2018-19 fitxà per l'AD Alcorcón gràcies a David Navarro, el llavors nou secretari tècnic del Alcorcón, amb qui també va coincidir al Mallorca. Disputà 26 partits, 12 de titular, entre segona divisió i Copa.
El 2 de setembre de 2019 començà la seva aventura andorrana amb el Futbol Club Andorra de Gerard Piqué. Al setembre de 2021 passà a l'Inter Club d'Escaldes i al setembre de 2022 a l'Atlètic Club d'Escaldes.

### Selecció
Amb la Selecció de fútbol sub-19 d'Espanya va jugar el Campionat Europeu de la UEFA Sub-19 2004. Jugà 5 partits i marcà 3 gols.
Amb la Sub 20 jugà la Copa del Món sub-20 2005.